# Ipi (azienda)
L'Ipi è una società immobiliare con sede a Torino, nata nel 1970 all'interno del gruppo Toro Assicurazioni (allora controllato dal Banco Ambrosiano) che la quota alla Borsa di Milano. Il delisting è avvenuto nell'ottobre del 2009, a seguito dell'OPA della famiglia Segre.

## Storia
Nel 1970 la Toro assicurazioni fonda l'Istituto Piemontese Immobiliare, una società controllata per la gestione del ramo immobiliare dell'azienda.
Nel 1983 il gruppo Toro viene acquistato dall'IFIL (gruppo Agnelli) e inizia ad acquistare beni immobili del gruppo Fiat tra i quali ancora oggi spicca il Lingotto.
A partire dal 2003 il gruppo Fiat ha iniziato a cedere quote di IPI a Risanamento Spa, società immobiliare di Luigi Zunino che ha ottenuto così il 75% di IPI.
Nel 2005 Zunino ha ceduto il 65% di IPI all'immobiliarista romano Danilo Coppola.
Dal 2005 al 2006 i ricavi della società sono calati da 176 a 7,9 milioni di euro mentre a livello di gruppo i ricavi consolidati sono scesi da 308 a 50,9 milioni per via delle cessioni di immobili significativi, molti dei quali ceduti a società del gruppo Zunino. A fronte delle cessioni però è aumentato il valore delle azioni da 8,75 a 10,46 euro.
In seguito all'escussione del pegno da parte di Banca Intermobiliare su parte delle azioni di Ipi di proprietà di Coppola, l'immobiliarista ha visto scendere la propria quota al 47%.
Nel marzo 2007 Danilo Coppola, maggior azionista e presidente della società, è stato arrestato e portato nel carcere di Regina Coeli con l'accusa di bancarotta, riciclaggio, associazione a delinquere e appropriazione indebita. Poi nel 2013 verrà assolto a formula piena perché "il fatto non sussiste"
Dopo le dimissioni forzate di Coppola da presidente e di Alfonso Ciccaglione da amministratore delegato sono stati nominati rispettivamente Tommaso Di Tanno e Paolo Mascagna, in seguito sostituiti entrambi da Franco Tatò, ex presidente di Eni, Enel, Arnoldo Mondadori Editore, Fininvest. Nel 2009 il gruppo Ipi è stato rilevato con un'Opa (Offerta pubblica di acquisto) per più del 90% dalla famiglia torinese Segre (Bruna Segre, che diventa presidente, e il figlio Massimo, vicepresidente) che ha in seguito effettuato il delisting del titolo.
Nell'aprile 2018 Massimo Segre assume la presidenza del gruppo.
Uno dei più importanti progetti di Ipi Spa è la riqualificazione dell'area milanese di Porta Vittoria, progetto seguito tramite la controllata al 100% IPI Porta Vittoria SpA. Nel maggio 2021 si aggiudica all'asta il grattacielo Rai di Torino.